# Ireby and Uldale
Ireby and Uldale est une paroisse civile de Cumbria, située dans le nord-ouest de l'Angleterre.